# Fréro Delavega (album)
Albums de Fréro Delavega
Des ombres et des lumières
(2015)
Singles
1. Sweet Darling
Sortie : 12 mai 2014
2. Le Chant des sirènes
Sortie : 8 août 2014
3. Mon petit pays
Sortie : 10 octobre 2014

Fréro Delavega est le premier album du duo Fréro Delavega sorti le 1er août 2014. Cet album est constitué de 12 titres dont une reprise : Il y a de Vanessa Paradis. Une édition limitée est parue le 21 juillet 2014, composée de 2 CD,  incluant six titres bonus de reprises. Il a été, dès sa première semaine, no 1 du top album en France. L'album s'est écoulé à plus de 300 000 exemplaires.

## Listes des titres
| 1.  | Il y a                  | 3:03 |
| 2.  | Sweet Darling           | 2:42 |
| 3.  | Le Chant des sirènes    | 2:58 |
| 4.  | Même si c'est très loin | 2:41 |
| 5.  | Mon héroïne             | 2:37 |
| 6.  | Mon petit pays          | 3:13 |
| 7.  | Que toi                 | 2:38 |
| 8.  | Reviens                 | 3:13 |
| 9.  | Tour de chance          | 2:59 |
| 10. | Sur la route            | 2:45 |
| 11. | Queenstone              | 3:02 |
| 12. | De l'autre côté         | 3:40 |

| 1. | Onde sensuelle | 3:10 |
| 2. | Price Tag      | 2:54 |
| 3. | Save Tonight   | 3:02 |
| 4. | Soulstorm      | 3:48 |
| 5. | Sexy Bitch     | 3:21 |
| 6. | Caroline       | 3:12 |

## Charts
| Année | Album          | Classement | Classement | Classement | Classement | Certification | Vente  |
| Année | Album          | FR         | BEL (Vl)   | BEL (Wa)   | SWI        | Certification | Vente  |
| ----- | -------------- | ---------- | ---------- | ---------- | ---------- | ------------- | ------ |
| 2014  | Fréro Delavega | 1          | 198        | 3          | 50         | Platine       | 190000 |